# 篠原健太
篠原 健太（しのはら けんた、1974年1月9日 - ）は、日本の漫画家。千葉県出身。代表作は『SKET DANCE』。別名、SHINTAROH NAKAE（なかえ しんたろう）。

## 経歴
- 2005年 - 『赤マルジャンプ』WINTER号掲載の「レッサーパンダ・パペットショー」にてデビュー。
- 2006年 - 『赤マルジャンプ』WINTER号に「SKET DANCE」を掲載。『週刊少年ジャンプ』39号に「SKET DANCE」を掲載。
- 2007年 - 『週刊少年ジャンプ』33号より「SKET DANCE」を連載開始。2011年にテレビアニメ化される。
- 2010年 - 「SKET DANCE」で第55回（平成21年度）小学館漫画賞少年向け部門を受賞。
- 2012年 - The Sketchbookの1枚目のオリジナルアルバム『Sketchbook』の収録曲「ウォーターカラー」で作詞を提供。
- 2013年 - 「SKET DANCE」の連載終了。
- 2015年 - 『バトルスピリッツ 烈火魂』のキャラクターデザイン（原案）を担当。
- 2016年 - 『少年ジャンプ+』23号より「彼方のアストラ」を連載開始。2019年にテレビアニメ化される。
- 2017年 - 「彼方のアストラ」の連載終了。
- 2019年 - 「彼方のアストラ」で第12回マンガ大賞を受賞[4]。
- 2021年 - 『週刊少年ジャンプ』10号より『ウィッチウォッチ』を連載開始[5]。2025年にテレビアニメ化される。

## 人物
美術大学出身である。予備校にも通っていたとマンガ大賞2020授賞式で述べた。
漫画家となる前はコナミコンピュータエンタテインメント札幌に勤務しており、『ときめきメモリアル　対戦とっかえだま』や『筋肉番付シリーズ』の製作に携わっていた。その後脱サラし、約2年でデビューに漕ぎ着けた。
新人紹介のページ等で趣味・特技を聞かれると、ほとんど寝る事について答えていた（昼寝・フテ寝・うたた寝等）。
好きな漫画家として藤子・F・不二雄、鳥山明、井上雄彦を挙げ、好きな漫画として『SLAM DUNK』、『ハチミツとクローバー』、藤子・F・不二雄の短編漫画を挙げている。
かつて空知英秋のアシスタントを務めていたが、その当時のペンネームは『SHINTAROH NAKAE（なかえ しんたろう）』だった。因みにこれは『KENTA SHINOHARA』のアナグラムになっている。また、師匠として空知を挙げている。
『SKET DANCE』内に、自らをモデルにした漫画家の「檜原 円太（ひのはら えんた）」というキャラクターを登場させた。因みにこれは『SHINOHARA KENTA』から頭文字を外したネーミングになっている。『SKET DANCE』では、1話の作品にそれぞれの思い入れがあり、単行本において「SELF LINER NOTES」という形で思いや意図などを語っている。
ロックバンド・the pillowsのファンであることを公言しており、作中で彼等の代表曲「Funny Bunny」を主人公達が演奏し歌詞を全文使用したり、サブタイトルに『アナザーモーニング』の歌詞の一節を用いたりしている。後にそれがきっかけで、『SKET DANCE』6巻の販促帯にボーカル・山中さわおがコメントを寄せたり、the pillows結成20周年記念の一環とした、『Funny Bunny（Rock Stock Version）』（ベストアルバム『Rock stock&too smoking the pillows』収録曲で、TSUTAYAにて無料レンタルされたシングル）のジャケットイラストを篠原が手がけるなどの交流が続いている。
2010年9月3日発売の『SKET DANCE』15巻で、結婚を発表した。

## 作品リスト

### 漫画作品
- レッサーパンダ・パペットショー（『赤マルジャンプ』2005年WINTER号） - デビュー作。
- 『SKET DANCE』 集英社〈ジャンプ コミックス〉、全32巻
  - 赤マル版（『赤マルジャンプ』2006 WINTER） - 『SKET DANCE 公式ファンブック 開盟学園生徒手帳』に収録。
  - 本誌読切版（『週刊少年ジャンプ』2006年39号）
  - 連載版（『週刊少年ジャンプ』2007年33号 - 2013年32号）
- 緊急発進！LIVEマン （『ジャンプLIVE』2号告知漫画、全4回）
- 永久不滅 デビルポイント（『週刊少年ジャンプ』2014年18号）
- 『彼方のアストラ』 集英社〈ジャンプ・コミックス+〉、全5巻（『少年ジャンプ+』2016年5月9日 - 2017年12月30日）
- 『ウィッチウォッチ』集英社〈ジャンプ コミックス〉、既刊22巻（『週刊少年ジャンプ』2021年10号 - 連載中）

### その他
- the pillows『Funny Bunny（Rock Stock Version）』（avex trax、AVCS-12895、2009年5月20日リリース）ジャケットイラストレーション - TSUTAYAレンタル専用非売品[12]
- バトルスピリッツ 烈火魂（テレビアニメ、2015年）キャラクターデザイン
- 心コロロン（短編小説、2025年）[13]

### ゲーム
- ときめきメモリアル対戦とっかえだま（1997年）キャラクターデザイナー・キャラクター原画・ゲームシナリオ
- 新時代劇アクション 羅刹の剣（1999年）背景グラフィック
- 筋肉番付vol.1〜俺が最強の男だ！〜（1999年）グラフィックデザイン
- 筋肉番付vol.2〜新たなる限界への挑戦！〜（2000年）グラフィックデザイン
- 筋肉番付vol.3〜最強のチャレンジャー誕生！〜（2000年）グラフィックデザイン
- マッスルちゃんぴよん 〜筋肉島の決戦〜（2002）グラフィックデザイン

## 関連人物

### 漫画家
- 空知英秋 - 師匠[9]。
- 矢吹健太朗 - 相婿（妻同士が姉妹）[14]。

### 担当編集
- 川島直樹：2003年 - 2008年11月[15]
- 金成圭：2008年11月 - 2010年[16]
- 川島直樹：2010年 - 2012年[17]
- 小野寺宏次：2012年 - 2013年[18]

## 楽曲提供
- The Sketchbook
  - ウォーターカラー（作詞）
- サーヤと愉快な音楽集
  - ダルンダルン体操（作詞）
  - ペロペロキャンディ!〜一度食べたら止まらない〜（作詞）
  - ますます○○マシュマロ○○☆☆（作詞）

## 出演
- サンドウィッチマンの週刊ラジオジャンプ（2017年12月3日〈2日深夜〉・10日〈9日深夜〉、TBSラジオ）[19][20] - ゲスト出演[21]
- マンガのラジオ（2021年12月5日[22] - 2021年12月26日、ニッポン放送のPodcast、全4回[22]） - ゲスト出演[22]